# راي كارول
راي كارول (بالإنجليزية: Raymond Carroll)‏ هو مجدف أيرلندي، ولد في 1977 في Salthill ‏ في جمهورية أيرلندا.

## وصلات خارجية
- راي كارول على موقع الاتحاد الدولي للتجديف (الإنجليزية)